# Колеганција
Колеганција (ит. colleganza) је био облик трговачког друштва у средњовековној поморској и копненој трговини код којега једна страна улаже новац или робу, а друга тиме тргује. Ризик је сносио власник новца, односно робе, осим ако се штета не може приписати трговчевој кривици. Колеганција је била нарочито заступљена у Дубровачкој републици. 

## Колеганција
Колеганција као тип уговора потиче из Млетачке републике. Тамо је представљала тип уговора у поморској трговини где је прва уговорна страна (социјус станс) другој уговореној страни (трактатор) предавала новац или робу са којом трактатор тргује и остварену добит деле по уговореној пропорцији. Ризик за пропаст средстава сносио је онај који даје новац или робу од 13. века, а до тада је преовлађавала билатерална колеганција где и трактатор улаже део свог новца или робе и свако сноси одговорност за свој део улога. Колеганција је била веома честа у Дубровнику у периоду млетачке власти. Морамо поменути још два типа уговора која се срећу у Дуборвнику: еутега, којом се удружују бродовласник, капетан брода, моранари и трговци и рогација у којој роганс поверава рогатусу одређену ствар коју рогатус на уговореном месту треба да преда одређеном лицу. Рогација се вероватно склапала међу пријатељима те о њој нема много података у нотарским књигама. Колеганција и рогација срећу се и у статутима српских поморских градова док еутеге има само у Дубровнику.
Поставља се питање да ли је колеганција преузета из млетачког права дословно или је модификована према потребама Дубровника. По одредбама Дубровачког статута би произилазило да је ово уговор који се закључује само у поморској трговини. Среће се у две главне (50. и 51.) књиге о поморском праву. Међутим, знајући да је Млетачка република ограничавала у ово време Дубровник у поморској трговини може се закључити да су Дубровчани колеганцију склапали и унутар самог Дубровника. Пример: трактатор се обавезивао да ће средства користити у својој занатској радионици. Друго питање је ко сноси ризик од пропасти робе или новца? Према италијанском праву штету сноси трактатор када преузме новац или робу, али према дубровачком праву власником се и даље сматра социјус станс који сноси и ризик. То је унилатерални тип колеганције. 
Добит се према Млетачком статуту из 1242. године решавала по пропорцији једне четвртине трактатору, а остатак социјус стансу. У Дубровнику је једна трећина ишла трактатору, а остатак даваоцу средстава. Међутим, оба Статута дају странама право да уговором добит поделе и другачије. Пропорције су свакако зависиле од дужине и тежине пута. Понекад се уговор о колеганцији није записивао у нотарске књиге па се примењивала процедура да дужник на самрти призна да је дужан и да дуг онда мора да врати његова породица. 